# Gladiolus vigilans
Gladiolus vigilans är en irisväxtart som beskrevs av Thomas Theodore Barnard. Gladiolus vigilans ingår i släktet sabelliljor, och familjen irisväxter. Inga underarter finns listade i Catalogue of Life.